# Тодор Богданов
Тодор (Тоде) Петров Богданов е български революционер – анархист, един от солунските атентатори.

## Биография
Тодор Богданов е роден във Велес, тогава в Османската империя, в богатото семейство на Петър Богданов – касиер на велешкото българско читалище „Просвещение“. Учи в Солунската българска мъжка гимназия. Брат му Георги Богданов също се занимава с революционна дейност. Тодор Богданов влиза в кръжока на гемиджиите. Заедно с Константин Кирков симулират отвличане и успяват да вземат доста пари за Вътрешната македоно-одринска революционна организация.
Участва в Солунските атентати на 29 април 1903 година, като заедно с брат си Георги хвърлят ръчни бомби пред кафе „Нийона“. След атентатите успява да се добере до Велес, където се укрива. След това престава да се занимава с революционна дейност.
В 1938 година е избран в ръководството на Велешкото благотворително братство.

## Родословие
|                                |                                |                                |                                |                                |                                |  |  | Петър Богданов                |                               |                               |                               |                               |                               |  |  |                                |                                |                                |                                |                                |                                |  |  |                                |                                |                                |                                |                                |                                |  |  |
|                                |                                |                                |                                |                                |                                |  |  |                               |                               |                               |                               |                               |                               |  |  |                                |                                |                                |                                |                                |                                |  |  |                                |                                |                                |                                |                                |                                |  |  |
|                                |                                |                                |                                |                                |                                |  |  |                               |                               |                               |                               |                               |                               |  |  |                                |                                |                                |                                |                                |                                |  |  |                                |                                |                                |                                |                                |                                |  |  |
| Тодор Богданов (? – след 1938) | Тодор Богданов (? – след 1938) | Тодор Богданов (? – след 1938) | Тодор Богданов (? – след 1938) | Тодор Богданов (? – след 1938) | Тодор Богданов (? – след 1938) |  |  | Георги Богданов (1879 – 1939) | Георги Богданов (1879 – 1939) | Георги Богданов (1879 – 1939) | Георги Богданов (1879 – 1939) | Георги Богданов (1879 – 1939) | Георги Богданов (1879 – 1939) |  |  | Роксандра Богданова (1871 – ?) | Роксандра Богданова (1871 – ?) | Роксандра Богданова (1871 – ?) | Роксандра Богданова (1871 – ?) | Роксандра Богданова (1871 – ?) | Роксандра Богданова (1871 – ?) |  |  | Илия Попстефанов (1866 – 1936) | Илия Попстефанов (1866 – 1936) | Илия Попстефанов (1866 – 1936) | Илия Попстефанов (1866 – 1936) | Илия Попстефанов (1866 – 1936) | Илия Попстефанов (1866 – 1936) |  |  |
| Тодор Богданов (? – след 1938) | Тодор Богданов (? – след 1938) | Тодор Богданов (? – след 1938) | Тодор Богданов (? – след 1938) | Тодор Богданов (? – след 1938) | Тодор Богданов (? – след 1938) |  |  | Георги Богданов (1879 – 1939) | Георги Богданов (1879 – 1939) | Георги Богданов (1879 – 1939) | Георги Богданов (1879 – 1939) | Георги Богданов (1879 – 1939) | Георги Богданов (1879 – 1939) |  |  | Роксандра Богданова (1871 – ?) | Роксандра Богданова (1871 – ?) | Роксандра Богданова (1871 – ?) | Роксандра Богданова (1871 – ?) | Роксандра Богданова (1871 – ?) | Роксандра Богданова (1871 – ?) |  |  | Илия Попстефанов (1866 – 1936) | Илия Попстефанов (1866 – 1936) | Илия Попстефанов (1866 – 1936) | Илия Попстефанов (1866 – 1936) | Илия Попстефанов (1866 – 1936) | Илия Попстефанов (1866 – 1936) |  |  |